# Ken Leung
Ken Leung (Manhattan, 21 de janeiro de 1970) é um ator norte-americano, atuou em diversos filmes, entre eles: Saw (Jogos Mortais), Red Dragon (Dragão Vermelho), Vanilla Sky e X-Men: The Last Stand. Recentemente, tornou-se conhecido por interpretar Miles Straume na popular série de televisão Lost, Atualmente ele interpreta o papel de Leon Tao na serie Person of Interest.

## Filmografia
| Ano  | Título                           | Papel                   | Notas |
| ---- | -------------------------------- | ----------------------- | --- |
| 1995 | Pictures of Baby Jane Doe        | Lojista                 | |
| 1995 | Welcome to the Dollhouse         | Barry                   | |
| 1997 | Red Corner                       | Peng                    | |
| 1997 | Kundun                           | (voz)                   | |
| 1998 | Fly                              | Jeremy Kim              | |
| 1998 | Rush Hour                        | Sang                    | |
| 1999 | Man of the Century               | Mike Ramsey             | |
| 2000 | Keeping the Faith                | Don                     | |
| 2000 | Maze                             | Dr. Mikao               | |
| 2000 | The Family Man                   | Sam Wong the Deli Clerk | |
| 2001 | Artificial Intelligence: A.I.    | Syatyoo-Sama            | |
| 2001 | Home Sweet Hoboken               |                         | |
| 2001 | Spy Game                         | Li                      | |
| 2001 | Vanilla Sky                      | Editor de arte          | |
| 2002 | Face                             | Willie                  | |
| 2002 | Red Dragon                       | Lloyd Bowman            | |
| 2004 | Saw                              | Detetive Steven Sing    | |
| 2004 | Strip Search                     | Liu Tsung-Yuan          | Telefilme |
| 2004 | Sucker Free City                 | Lincoln Ma              | Telefilme |
| 2005 | Hate                             | Mo                      | Telefilme |
| 2005 | The Squid and the Whale          | School Therapist        | |
| 2006 | Inside Man                       | Wing                    | |
| 2006 | X-Men: The Last Stand            | Kid Omega               | |
| 2007 | Year of the Fish                 | Johnny                  | |
| 2007 | Shanghai Kiss                    | Liam Liu                | Recebeu uma Menção Especial no "Festival International de Cinema Asiático-Americano de São Francisco" por sua grande atuação. |
| 2007 | East Broadway                    | Ming                    | |
| 2015 | Star Wars - O Despertar da Força | Almirante Statura       | |
| 2021 | Old                              | Jarin                   | |

### Televisão
| Ano            | Título              | Papel                           | Notas                     |
| -------------- | ------------------- | ------------------------------- | ------------------------- |
| 1995 2000 2002 | Law & Order         | Chung; Tommy Wong; Stephen Wong |                           |
| 1997           | New York Undercover | David Kwan                      | Episódio: Vendetta        |
| 2000           | Wonderland          |                                 | Episódio: Spell Check     |
| 2000           | Deadline            | Fung                            | Episódio: Pilot           |
| 2001           | Oz                  | Bian Yixue                      | Episódio: Conversions     |
| 2004           | The Jury            | Ken Arata                       | Episódio: Memories        |
| 2004           | Whoopi              | Terrence                        | Episódio: Identity Crisis |
| 2007           | The Sopranos        | Carter Chong                    | Episódio: Remember When   |
| 2008-2010      | Lost                | Miles Straume                   |                           |
| 2010           | Bar Karma           |                                 |                           |
| 2014-presente  | The Night Shift     | Topher                          | papel atual               |
| 2017           | Marvel's Inhumans   | Karnak                          |                           |